# Neuseeländische Badmintonmeisterschaft 1967
Die Neuseeländische Badmintonmeisterschaft 1967 fand vom 29. August bis zum 2. September 1967 in Waitara statt. Es war die 34. Austragung der Badmintonmeisterschaften von Neuseeland.

## Titelträger
| Disziplin    | Sieger                          |
| ------------ | ------------------------------- |
| Herreneinzel | Richard Purser                  |
| Dameneinzel  | Alison Glenie                   |
| Herrendoppel | Richard Purser Owen Clegg       |
| Damendoppel  | Alison Glenie Gaynor Weatherley |
| Mixed        | Richard Purser Alison Glenie    |